# Хорезм (футбольний клуб)
Футбольний Клуб «Хорезм» (Ургенч) або просто «Хорезм» (узб. «Xorazm» futbol klubi) — професіональний узбецький футбольний клуб з міста Ургенч, в Хорезмській області.

## Колишні назви
- 1986 - 1988 — «Амудар'я»
- 1989—1990 — «Джейхун»
- 1991—1993 — «Курувчі»
- 1994— «Хорезм»
- 1995—1996 — «Динамо»
- 1997—2001 — «Хорезм»
- 2002 — «Джейхун»
- 2003—2005— «Хорезм-2003»
- 2006—... «Хорезм»

## Історія

### Радянський період
У 1989 році в Ургенчі був створений футбольний клуб «Джейхун», який замінив у Другій лізі чемпіонату СРСР іншу команду з Хорезмської області «Ханкі» (Ханка). Команда під керівництвом Олега Бугаєва невдало провела перше коло сезону. Тільки прихід досвідченого фахівця Валерія Василенко змінила ситуацію і врятував «Джейхун» від вильоту. Клуб завершив сезон на 16-му місці.
У 1990 році «Джейхун» очолив новий тренер Західулла Санатулов. Але клуб продовжував грати невдало і Санатулова у вересні замінив Юрій Гордєєв. Йому вдалося в останніх турах врятувати ситуацію і клуб зайняв 17-те місце.
У 1991 році клуб змінив назву на «Курувчі». Команду очолив місцевий фахівець Аллаберген Матніязов. Але в підсумку сезон виявився провалений. Клуб посів останнє місце в лізі.

### Період незалежності
У 1993 році клуб змінив назву на «Динамо» і перейшов під юрисдикцію ОВС Хорезма. У тому ж сезоні він став чемпіоном Хорезмської області і домігся права взяти участь в перехідному турнірі серед переможців регіональних ліг. Перехідний турнір склався для ургенчской команди невдало. За його підсумками клуб не зміг пробитися в першу лігу. Але керівництво ФФУ пішло на зустріч хорезмськой команді і зарахувала її до першої ліги. Таким чином «Динамо» став першим клубом в історії Хорезма, який виступив у Першій лізі Узбекистану.
У 1994 році «Динамо» стартував у Першій лізі Узбекистану. Командою керував відомий в минулому тренер Валерій Василенко. У першому ж матчі, який відбувся 9 квітня 1994 року динамівці в гостях зуміли обіграти Чирчикський «Кимьогар» з рахунком 2:1.
Перша домашня гра «Динамо» пройшла 23 квітня на стадіоні «Олімпія», проти команди «Мебелчі» з Янгиюли. Гра склалася для господарів не надто вдало. Програючи по ходу зустрічі, ургенчці лише на останніх секундах матчу забили гол і зуміли врятувати очко - 1:1.
Перша домашня перемога була здобута в наступному турі - 26 квітня. У матчі проти Джизакского «Їгирувчі» єдиний гол Віктора Лук'янова приніс господарям перемогу з мінімальним рахунком - 1:0. Цей результат дозволив «Динамо» після чотирьох турів вийти на п'яте місце в турнірній таблиці.
Надалі, доля дебютанта склалася не так вдало. Динамівці вкрай невиразно провели інші матчі і команда з 9 очками завершила перше коло на передостанньому місці. Сумні результати змусили керівництво клубу підсилити склад, запросивши кілька досвідчених гравців. У їх числі були Валі Султанов, Павло Кайгородов, Арсен Григорян, Володимир Мережко та інші. Але час було втрачено, команда не змогла знайти свою гру і закінчила чемпіонат на передостанньому місці. Найкращим бомбардиром клубу в цьому сезоні став Валі Султанов (7 м'ячів).
Незважаючи на цей результат, «Динамо» не покинуло Першу лігу. У зв'язку з розширенням кількості учасників Першої ліги, ФФУ залишила команду в другому за значенням клубному чемпіонаті країни.
У 1995 році головним тренером команди був призначений Баходир Мірзаєв. При його сприянні клуб підсилився кількома досвідченими гравцями. У їх числі були воротар Олександр Семенов, захисники Євген Лушников, Ільдус Шаріпов, півзахисник Едик Саттаров. А також були запрошені кілька перспективних, молодих гравців - Ботір Мірзаєв, Данияр Мусаєв, Дмитро Малин, Володимир Баранов, Андрій Чединовських. В кістяк команди входили і місцеві гравці - Валі Султанов, Азимбай Нурметов, Джахангір Султанов.
У зв'язку зі збільшенням кількості учасників, формат Першої ліги був змінений. 26 команд були поділені на дві зони за територіальним принципом. Вісім найкращих команд з кожної зони виходили в наступне коло і розігрували дві путівки до вищої ліги. Динамівці виступали в західній зоні.
Сезон почався для «Динамо» невдало. У першому турі команда в гостях програла принциповому супернику з сусідньої Республіки Каракалпакстан, нукусському «Аралу» - 0:1. А в наступному турі, вдома, з великими труднощами здолала «Тегирмончі», забивши вирішальний м'яч лише за дві хвилини до кінця зустрічі - 2:1. Після цього команда набрала хорошу форму і видала серію з восьми безпрограшних матчів, в ході якого здобула шість перемог. В тому числі, над основними конкурентами за вихід в наступний раунд, клубами - «Зарафшон» (2:1) і «Прогрес» (4:2). Ці результати дозволили команді одноосібно очолити турнірну таблицю західної зони. Стало ясно, що команді під силу поборотися не тільки за найвищі місця в турнірі, а й за вихід до Вищої ліги Чемпіонату Узбекистану. Динамівці не стали зменшувати обороти і впевнено провівши решту попереднього раунду, з першого місця вийшли в фінальну стадію.
5 жовтня стартував вирішальний раунд ігор серед команд першої ліги. Клубам належало боротися за дві путівки до вищої ліги. Основними претендентами на них були «Динамо» (Ургенч), «Кушон» (Касансай), «Чиланзар» (Ташкент) і «Зарафшан» (Навої).
Ургенчці знову не дуже вдало почали турнір і в перших двох гостьових матчах здобули лише два очки, зігравши внічию з командами «Мадані» (1:1) і «Газалкент» (0:0). Ці результати моментально позначилися на турнірному становищі команди і динамівці скотилися на третє місце.
Але ігри наступних турів поставили все на свої місця. Динамівці максимально зібрано провели матчі і перемогли в декількох матчах поспіль, повернули собі лідерство. Вирішальними стали перемоги над головними конкурентами - касансайським «Кушоном» (2:0) і ташкентським «Чіланзаром» (1:0). А 9 листопада, здолавши на своєму полі «Газалкент» з рахунком 3:1, ургенчський клуб достроково, за тур до закінчення чемпіонату забезпечив собі путівку до Вищої ліги чемпіонату Узбекистану.
Найкращими бомбардирами клубу за цей сезон стали нападники Валі Султанов (18 голів), Батир Мірзаєв (17) та захисник Павло Кайгородов (11).
У 1996 році клуб «Динамо» (Ургенч) вперше стартував у Вищій лізі Чемпіонату Узбекистану. Перед початком сезону команду покинули провідні гравці, змінився головний тренер, ним став Рахім Муминов. Незважаючи на стабільне фінансування, клуб не був доукомплектований, а передсезонний збір був проведений мляво. Невдалі результати не змусили себе довго чекати. Перше коло чемпіонату було повністю провалене. В активі команди була всього одна перемога і заслужене останнє місце в турнірній таблиці.
У підсумку головний тренер був звільнений і на цей пост запросили Володимира Десятчикова. Перед початком другого кола команда посилилася з декількома досвідченими гравцями. У їх числі були Бургандин Чобанов, Едуард Кудряшов, Сергій Ковшов, Євген Матвеєв, Олексій Корниченко. Також повернувся в команду найкращий бомбардир минулого сезону Валі Султанов, який став грати в парі з молодим Дмитром Малиним. Команда зазнала змін і заграла по новому. Ургенчці здобули у другому колі сім перемог. Але в кінці сезону всього лише одне очко відокремило динамівців від рятівного п'ятнадцятого місця. Найкращим бомбардиром клубу в цьому сезоні став Дмитро Малин - 8 м'ячів.
У зв'язку зі збільшенням кількості учасників чемпіонату, за рішенням Федерації футболу Узбекистану, хорезмский клуб зберіг місце у вищій лізі.

## Статистика виступів

### Чемпіонати СРСР
| Сезони | Ліги                       | Назва   | Іг. | В  | Н | П  | ЗМ | ПМ  | О  | Місце (кількість команд-учасниць) | Найкращий бомбардир (голи) |
| 1989   | Друга ліга 7-ма зона       | Джейхун | 40  | 15 | 7 | 18 | 42 | 59  | 37 | 16 (21)                           | Констянтин Новіков (10)    |
| 1990   | Друга нижча ліга 9-та зона | Джейхун | 38  | 12 | 6 | 20 | 34 | 65  | 30 | 17 (20)                           | Володимир Богданавичюс (7) |
| 1991   | Друга нижча ліга 9-та зона | Курувчі | 50  | 7  | 8 | 35 | 36 | 131 | 22 | 26 (26)                           | Микола Коренев (6)         |

### Чемпіонати Узбекистану
| Сезони | Ліги       | Назва       | Іг. | В  | Н  | П  | ЗМ | ПМ  | О  | Місце (кількість команд-учасниць) | Прим. | Головний тренер                                                            | Найкращий бомбардир (голи)                 |
| 1994   | Перша ліга | Хорезм      | 34  | 8  | 6  | 20 | 27 | 64  | 22 | 17 (18)                           |       | Валерій Василенко (—червень) Володимир Десятчиков (червень—)               | Валі Султанов (7)                          |
| 1995   | Перша ліга | Динамо      | 36  | 25 | 6  | 5  | 78 | 34  | 81 | 1 (26)                            | ⇑     | Баходир Мірзаєв                                                            | Валі Султанов (18)                         |
| 1996   | Вища ліга  | Динамо      | 30  | 8  | 3  | 19 | 36 | 67  | 27 | 15 (16)                           |       | Рахім Муминов (—червень) Владимир Десятчиков (червень—)                    | Дмитро Малин (8)                           |
| 1997   | Вища ліга  | Хорезм      | 34  | 13 | 3  | 18 | 58 | 77  | 42 | 10 (18)                           |       | Владимир Десятчиков (—вересень) Іслам Ахмедов (вересень—)                  | Хамза Джаббаров (20)                       |
| 1998   | Вища ліга  | Хорезм      | 30  | 10 | 6  | 14 | 39 | 55  | 36 | 12 (16)                           |       | Іслам Ахмедов                                                              | Хамза Джаббаров (10)                       |
| 1999   | Вища ліга  | Хорезм      | 30  | 12 | 5  | 13 | 39 | 40  | 41 | 7 (16)                            |       | Рузмет Кур'язов                                                            | Володимир Баранов (10)                     |
| 2000   | Вища ліга  | Хорезм      | 38  | 8  | 6  | 24 | 37 | 67  | 30 | 19 (20)                           | ⇓     | Рузмет Кур'язов (—вересень) Олимджон Рахманов (вересень—)                  | Валі Султанов (10)                         |
| 2001   | Перша ліга | Хорезм      | 32  | 13 | 7  | 12 | 57 | 53  | 46 | 7 (17)                            |       | Олимджон Рахманов                                                          | Валі Султанов (11)                         |
| 2002   | Перша ліга | Джейхун     | 32  | 15 | 9  | 8  | 47 | 36  | 54 | 7 (17)                            |       | Батир Мірзаєв                                                              | Джасур Алланазаров (9)                     |
| 2003   | Перша ліга | Хорезм      | 28  | 13 | 3  | 12 | 40 | 45  | 42 | 6 (15)                            |       |                                                                            | Одилбек Атаджанов (9)                      |
| 2004   | Перша ліга | Хорезм-2003 | 40  | 16 | 5  | 19 | 61 | 76  | 53 | 12 (22)                           |       | Углубек Сапоров                                                            | Валі Султанов (12)                         |
| 2005   | Перша ліга | Хорезм-2003 | 34  | 27 | 2  | 5  | 93 | 32  | 83 | 2 (18)                            | ⇑     | Куат Тураєв                                                                | Мансур Абдуллаєв (23)                      |
| 2006   | Вища ліга  | Хорезм      | 30  | 0  | 3  | 27 | 21 | 127 | 3  | 16 (16)                           | ⇓     | Куат Тураєв (—липень) Олег Тюлькин (липень—)                               | Сарвар Ібадуллаєв (9)                      |
| 2007   | Перша ліга | Хорезм      | 38  | 16 | 5  | 17 | 32 | 59  | 53 | 12 (20)                           |       |                                                                            | Рузимбай Ахмедов (15)                      |
| 2008   | Перша ліга | Хорезм      | 34  | 24 | 5  | 5  | 70 | 25  | 77 | 1 (18)                            | ⇑     | Валі Султанов                                                              | Рузимбай Ахмедов (22)                      |
| 2009   | Вища ліга  | Хорезм      | 30  | 9  | 11 | 10 | 30 | 39  | 38 | 10 (16)                           |       | Валі Султанов                                                              | Рузимбай Ахмедов (5) Володимир Баранов (5) |
| 2010   | Вища ліга  | Хорезм      | 26  | 2  | 7  | 17 | 21 | 46  | 13 | 14 (14)                           | ⇓     | Валі Султанов (—серпень) Бахрам Хакімов (серпень) Валі Султанов (серпень—) | Зафар Палванов (9)                         |
| 2011   | Перша ліга | Хорезм      | 36  | 20 | 9  | 7  | 69 | 29  | 69 | 5 (23)                            |       | Валі Султанов                                                              | Володимир Гаврилов (24)                    |
| 2012   | Перша ліга | Хорезм      | 38  | 18 | 8  | 12 | 52 | 39  | 62 | 7 (24)                            |       |                                                                            | Маркс Куранбаєв (9)                        |
| 2013   | Перша ліга | Хорезм      | 38  | 19 | 6  | 13 | 57 | 42  | 63 | 6 (24)                            |       | Адамбай Курбанніязов (—березень) Азамат Нурметов (березень—)               | Мурад Бабаджанов (19)                      |
| 2014   | Перша ліга | Хорезм      | 38  | 15 | 8  | 15 | 52 | 56  | 53 | 11 (24)                           |       | Мансур Давлетов (—серпень) Валі Султанов (серпень—)                        | Низом Норов (13)                           |
| 2015   | Перша ліга | Хорезм      | 34  | 19 | 4  | 11 | 49 | 41  | 42 | 7 (20)                            |       | Валі Султанов                                                              | Тимур Бекчанов (9)                         |
| 2016   | Перша ліга | Хорезм      | 0   | 0  | 0  | 0  | 0  | 0   | 0  | (18)                              |       | Умід Таджимов                                                              |                                            |

### Кубок Узбекистану
| Сезони    | Іг. | В | Н | П | ЗМ | ПМ | Стадія                    |
| 1995      | 4   | 2 | 0 | 2 | 8  | 10 | 1/16 фіналу               |
| 1996      | 4   | 1 | 1 | 2 | 5  | 7  | Попередній груповий раунд |
| 1997      | 6   | 3 | 1 | 2 | 9  | 11 | 1/8 фіналу                |
| 1998      | 1   | 0 | 0 | 1 | 1  | 2  | 1/16 фіналу               |
| 1999/2000 | 1   | 0 | 0 | 1 | 1  | 2  | 1/16 фіналу               |
| 2000/2001 | 3   | 1 | 0 | 2 | 7  | 9  | 1/8 фіналу                |
| 2001/2002 | 3   | 1 | 0 | 3 | 6  | 11 | 1/8 фіналу                |
| 2002/2003 | 3   | 1 | 0 | 2 | 11 | 7  | Попередній груповий раунд |
| 2004      | 1   | 0 | 0 | 1 | 0  | 2  | 1/16 фіналу               |
| 2005      | 2   | 0 | 1 | 1 | 0  | 3  | Попередній груповий раунд |
| 2006      | 1   | 0 | 0 | 1 | 2  | 5  | Попередній другий раунд   |
| 2007      | 1   | 0 | 0 | 1 | 0  | 6  | Попередній другий раунд   |
| 2008      | 1   | 0 | 0 | 1 | 0  | 2  | Попередній перший раунд   |
| 2009      | 3   | 2 | 0 | 1 | 5  | 5  | 1/4 фіналу                |
| 2010      | 1   | 0 | 0 | 1 | 0  | 1  | Попередній другий раунд   |
| 2011      | 1   | 0 | 0 | 1 | 0  | 2  | 1/16 фіналу               |
| 2012      | 1   | 0 | 0 | 1 | 1  | 3  | 1/16 фіналу               |
| 2013      | 1   | 0 | 0 | 1 | -  | +  | Попередній перший раунд   |
| 2014      | 2   | 1 | 0 | 1 | 4  | 6  | Попередній другий раунд   |
| 2015      | 1   | 0 | 0 | 1 | 0  | 3  | Попередній перший раунд   |
| 2016      | 0   | 0 | 0 | 0 | 0  | 0  | Попередній другий раунд   |

## Досягнення
- Перша ліга Чемпіонату Узбекистану
  -  Чемпіон (2): 1995, 2008
  -  Срібний призер (1): 2005

- Кубок ПФЛ Узбекистану:
  -  Переможець (1): 2010

## Персонал
| Посада                                       | Ім'я              |
| -------------------------------------------- | ----------------- |
| Головний тренер                              | Валі Султанов     |
| Асистент головного тренера                   | Алимджон Рахманов |
| Головний селекціонер                         | Михайло Кім       |
| Головний тренер резервної команди            | Яхангир Султанов  |
| Асистент головного тренера резервної команди | Улугбек Абдуллаєв |
| Лікар                                        | Нормат Ернафасов  |
| Масажист                                     | Валерій Юсупов    |

## Менеджмент
| Посада                                           | Ім'я                    |
| ------------------------------------------------ | ----------------------- |
| Міський голова та президент клубу                | Аллаберган Аллаберганов |
| Помічник міського голови та віце-президент клубу | Усман Юмагалдиєв        |
| Директор клубу                                   | Валі Султанов           |
| Структурний директор клубу                       | Бабамурад Абдуллаєв     |
| Прес-секретар клубу                              | Аллаберган Матниясов    |
| Головний бухгалтер                               | Заріп Ахмедов           |
| Головний адміністратор                           | Якхраман Машаріпов      |
| Начальник команди                                | Каміл Рахматтилаєв      |

## Відомі тренери
...
- 01.1989–05.1989:  Олег Бугаєв
- 06.1989–12.1989:  Валерій Василенко
- 01.1990–09.1990:  Загідулла Санатулов
- 09.1990–12.1990:  Валерій Гордеєв
- 01.1991–0?.1991:  Рузмет Курязов
- 0?.1991–12.1991:  Аллаберген Матниязов

...
- 01.1994–06.1994:  Валерій Василенко
- 06.1994–12.1994:  Володимир Десятчиков
- 1995:  Бахадир Мірзаєв
- 01.1996–21.06.1996:  Рахім Мумінов
- 22.06.1996–09.1997:  Володимир Десятчиков
- 09.1997–1998:  Іслам Ахмедов
- 1999–09.2000:  Рузмет Курязов
- 09.2000–2001:  Алимджон Рахманов
- 2002:  Батир Мірзаєв
- 2003:  Рузмет Курязов
- 2004:  Улугбек Сапаров
- 2005–07.2006:  Куат Туреєв
- 07.2006–12.2006:  Олег Тюлькин

...
- 2008–08.2010:  Валі Султанов
- 08.2010:  Бахрам Хакімов (в.о.)
- 08.2010–2011:  Валі Султанов
- 2012–03.2013:  Адамбай Курбанніязов
- 03.2013–12.2013:  Азамат Нурметов
- 01.2014–08.2014:  Мансур Давлетов
- 08.2014–2015:  Валі Султанов
- 2016–...:  Умід Таджимов